# Kaibutsu (Lied)
Kaibutsu (怪物) ist ein Lied des japanischen Popmusik-Duos Yoasobi, das am 6. Januar 2021 – zeitgleich mit der physischen Veröffentlichung der Debüt-EP The Book – zunächst auf digitaler Ebene als Download und als Stream herausgegeben wurde.
Es ist der Vorspanntitel zur Anime-Fernsehserie Beastars. Das Lied basiert auf dem Roman Jibun no Mune ni Jibun no Mimi o Oshi Atete der Schriftstellerin und Mangaka Paru Itagaki. Eine physische Veröffentlichung erfolgte als Doppel-A-Seite gemeinsam mt dem Lied Yasashii Suisei am 24. März gleichen Jahres. Im Juli erschien mit Monster eine englischsprachige Version des Liedes.
Das Lied handelt von einem Fleischfresser, welcher versucht in einer grausamen Welt, friedlich mit Pflanzenfressern zusammen zu leben.
Das Lied erreichte zunächst Chartnotierungen in den Billboard-Japan-Hot-100- und in den Billboard-Global-200-Charts. Nach der Veröffentlichung der Single-CD platzierte sich das Lied auf dem zweiten Platz der heimischen Singlecharts von Oricon. Zudem erhielt das Lied mehrere Auszeichnungen im Rahmen der Japan Gold Disc Awards sowie eine Nominierung als Bester Vorspann bei den Crunchyroll Anime Awards des Jahres 2021.

## Hintergrund und Veröffentlichung
Am 5. November des Jahres 2020 gaben YOASOBI bekannt, dass sie die Musik für das Vorspannlied zur zweiten Staffel der Anime-Fernsehserie Beastars schreiben und einsingen werden. Der Liedtext fußt auf den Roman Jibun no Mune ni Jibun no Mimi o Oshi Atete von Paru Itagaki, die zudem den Manga zu Beastars schreibt und zeichnet.
Das Lied wurde am 6. Januar 2021 zunächst auf digitaler Ebene veröffentlicht, ehe am 24. März gleichen Jahres die Herausgabe einer CD-Single als Doppel-A-Seite, die zudem das Lied Yasashii Suisei – dem Abspannlied zu Beastars – enthält. Die CD-Single erschien in einer regulären, in einer Anime- und einer limitierten Fanclubversion. Während die regülare und die Animeversion beide Lieder in voller Länge, als gekürzte TV-Fassung sowie Vor- und Abspannsequenzen zu beiden Liedern auf einer gesonderten DVD beinhaltet, enthält die limitierte Fanclubversion zudem Live-Mitschnitte der Lieder Tabun und Ano Yume o Nazotte. Kaibutsu ist auf der zweiten EP des Duos, The Book 2, enthalten, welche am 1. Dezember 2021 veröffentlicht wurde.
Am 30. Juli 2021 wurde eine englischsprachige Version des Liedes unter dem Titel Monster mitsamt Musikvideo veröffentlicht. Im Rahmen der eigenen Radiosendung Yoasobi's All Night Nippon X wurde das Lied drei Tage vor Veröffentlichung erstmals in voller Länge im Radio gespielt. Nach Into the Night und RGB ist Monster das dritte Lied, dass das Duo in einer englischsprachigen Version veröffentlichte. Das Stück ist auf der ersten englischsprachigen EP E-Side enthalten, die am 12. November 2021 auf digitaler Ebene veröffentlicht wurde.

## Text und Komposition
Komponiert und getexted wurde das Lied von Ayase basierend auf einen Roman von Paru Itagaki. Der Text erzählt die Geschichte eines Fleischfressers, welcher in einer grausamen Welt friedlich mit den Pflanzenfressern zusammen leben will und diese vor Gefahren beschützt, obwohl dies gegen seine eigene Natur spricht. Um seinen Idealen gerecht zu werden, beschließt der Fleischfresser stärker zu werden, um sich gegen die Welt zur Wehr setzen zu können.
Die Strophen und Breaks sind im As-Moll gehalten, während der erste Refrain im Cis-Moll komponiert wurde. Die Bridge wurde in Des-Dur geschrieben, der finale Refrain in D-Moll. Das Tempo bewegt sich bei 170 Bpm.

## Musikvideo
Das offizielle Musikvideo zu Kaibutsu wurde am 13. Januar 2021 veröffentlicht. Regie führte Rina Mitsuzumi. Kaori Onishi zeigte sich für die 2D-Animation verantwortlich, während Jun Matsuda und Cafuu das Motion-Design erarbeiteten. Das Video zeigt den Konflikt und die Entschlossenheit des Beastars-Charakters Legoshi.
Im Juni gleichen Jahres überschritt das Musikvideo die Marke von 100 Millionen Aufrufe; im April des Jahres 2022 wurde das Video mehr als 200 Millionen Mal angesehen.

## Mitwirkende
Die Namen der Mitwerkenden wurden von den Liner Notes des Beilageheftchens zur EP The Book 2 sowie von YouTube entnommen.
| Musik und Produktion - Ikura – Gesang - Ayase – Produktion, Liedtext - Paru Itagaki – Textvorlage - AssH – E-Gitarre - Takayuki Saitō – Aufnahme (Gesang) - Masahiko Fukui – Mixing - Kazuyoshi Saitō – Coverdesign | Musikvideo - Rina Mitsuzumi – Regie - Jun Matsuda – Motion-Design - Cafuu – Motion-Design - Kaori Onishi – 2D-Animation - AI Rinna – Support-Design |

## Titelliste
| Nr.                               | Titel (englisch) | Titel (japanisch)          | Länge | Anmerkungen               |
| --------------------------------- | ---------------- | -------------------------- | ----- | ------------------------- |
| Download-Single (06. Januar 2021) |                  |                            |       |                           |
| 1                                 | –                | 怪物 Kaibutsu              | 3:26  |                           |
| Download-Single (30. Juli 2021)   |                  |                            |       |                           |
| 1                                 | Monster          | –                          | 3:26  | Englischsprachige Version |
| CD-Single (24. März 2021)         |                  |                            |       |                           |
| 1                                 | –                | 怪物 Kaibutsu              | 3:26  |                           |
| 2                                 | –                | 優しい彗星 Yasashii Suisei | 3:35  |                           |
| 3                                 | –                | 怪物 Kaibutsu              | 1:30  | TV-Fassung                |
| 4                                 | –                | 優しい彗星 Yasashii Suisei | 1:26  | TV-Fassung                |

## Coverversionen
Die japanische Synchronsprecherin und Sängerin Akari Kitō coverte das Lied im Jahr 2022 im Rahmen des Musikprojektes CrosSing. Dieses wurde auf dem im September gleichen Jahres herausgegebenen Coveralbum CrosSing Collection Vol. 1 offiziell veröffentlicht. Der japanische Sänger Masayuki Suzuki veröffentlichte im Februar 2021 eine Coverversion des Liedes als Promo-Single für sein Cover-Greatest-Hits-Album Discover Japan DX.

## Rezension
Michelle Topham beschreibt Kaibutsu als einen fröhlichen, schnelllebigen Song mit einem eingängigen Refrain. Die Onlinepräsenz des US-amerikanischen Time-Magazins listete das Stück auf Platz fünf der besten Lieder des Jahres 2021 als einziges Werk eines japanischen Musikers. Die Autoren beschrieben das Lied als eine nahtlose Integration einer gigantischen Pop-Hook mit furiosen Math-Rock-Riffs, jazzig-chromatische Läufe und einem seismischen EDM-artigen Drop. Die Kritiker schrieben ergänzend, dass das Lied eine sehnsüchtige, cinematografische Natur vermittle und deswegen wenig überrascht sind, dass es zum Titellied der Animeserie Beastars genutzt wird.
Grant Rindner schrieb in einem Artikel für das US-amerikanische Lifestyle-Magazin Nylon über die englische Version des Liedes, dass dieses zu Beginn an Bad Guy von Billie Eilish erinnere, sich im Verlaufe des Liedes allerdings zu einer Mischung aus EDM, Trap und Piano-Ballade wandle.
Im Dezember des Jahres 2021 wurde das Lied mit dem Artist Song Award, welcher im Rahmen des Anime Song Awards (アニソン大賞 Anison Taishō) verliehen wurde, bedacht. Zudem war das Lied für den Hauptpreis nominiert. Kaibutsu wurde bei den im Jahr 2022 vergebenen Crunchyroll Anime Awards für das vorangegangene Jahr in der Kategorie Bester Vorspann nominiert. Zudem gewann das Lied im Jahr 2022 bei den Japan Gold Disc Awards in den Kategorien Bester Song des Jahres als Download, Bester Song des Jahres als Stream, Beste fünf Lieder als Download sowie Beste fünf Lieder als Stream.

## Kommerzieller Erfolg
Nachdem Kaibutsu zunächst auf digitaler Ebene veröffentlicht worden war, stieg das Lied auf Platz 18 in den Billboard Japan Hot 100 sowie auf Platz 87 in den Billboard Global 200 ein.
Aufgrund der Veröffentlichung als CD-Single schafften sowohl Kaibutsu als auch das Lied Yasashii Suisei den Einstieg in den offiziellen Singlecharts von Oricon. Innerhalb der ersten Verkaufswoche verkaufte sich die Single etwas mehr als 23.700 mal. Laut Billboard Japan verkaufte sich die Single rund 27.000 mal, wodurch diese auch in den japanischen Billboard-Singlecharts auf dem zweiten Platz landete.
Kaibutsu wurde zwischenzeitlich von der Recording Industry Association of Japan (RIAJ) mit einer Platin-Schallplatte in der Rubrik Musikdownload bzw. Dreifach-Platin in der Rubrik Musikstreaming ausgezeichnet.